# Hebepetalum humiriifolium
Hebepetalum humiriifolium är en linväxtart som först beskrevs av Planchon, och fick sitt nu gällande namn av George Bentham. Hebepetalum humiriifolium ingår i släktet Hebepetalum och familjen linväxter. Inga underarter finns listade i Catalogue of Life.